# Melsheim
Melsheim település Franciaországban, Bas-Rhin megyében. Lakosainak száma 559 fő (2022. január 1.). Melsheim Wilwisheim, Gottesheim, Ingenheim, Scherlenheim, Wickersheim-Wilshausen, Geiswiller-Zœbersdorf és Hochfelden községekkel határos.

## Népesség
A település népességének változása:
| Lakosok száma | 575  | 582  | 591  | 591  | 590  | 584  | 575  | 567  | 559  |
|               | 2013 | 2015 | 2016 | 2017 | 2018 | 2019 | 2020 | 2021 | 2022 |